# Parson russell terrier
A parson russell terrier[Nota], também criação do reverendo John Russell, o chamado Vigário Esportivo, é uma raça criada na Inglaterra no século XIX. Menos popular que o jack russell, é um cão de pernas mais longas, que consegue acompanhar cavalos e caçar raposas em tocas. Apesar do adestramento difícil é um bom animal de companhia, desde que consiga gastar toda sua energia.